# روایت عاشقانه‌ای از مرگ در ماه اردیبهشت
روایت عاشقانه‌ای از مرگ در ماه اردیبهشت نمایشنامه‌ای از محمد چرمشیر است که اولین بار در سال ۱۳۸۸ توسط نشر نی منتشر شد.
روایت عاشقانه‌ای از مرگ در ماه اردیبهشت با تک‌گویی رخش و بعد رستم آغاز می‌شود و همین برخورد از ابتدا بیانگر ایجاد فضایی فانتزی است تا مخاطب بتواند دگردیسی‌های بعدی را آگاهانه بپذیرد. آنچه مد نظر چرم‌شیر است بریده‌ای از شاهنامه است. دیدار رستم و تهمینه که البته این دیدار با تفسیری متفاوت به‌نمایش درآمده‌است، چون چندان هم نمایشنامه‌نویس وفادار به متن فردوسی نیست بلکه می‌داند که چنین دیداری به‌وقوع پیوسته که ماحصل آن هم پسری به‌نام سهراب است که به‌دست پدرش کشته می‌شود. اما نویسنده امروز بر آن است تا بنابر تحلیل خود این موقعیت را دگرگونه روایت کند.
گفتگوی چرمشیر و تینوش نظم‌جو نیز ضمیمه این اثر است. محمد چرمشیر دربارهٔ این متن به تینوش نظم‌جو می‌گوید: «من هر وقت به بازخوانی یک متن رسیده‌ام روش کارم این بوده که اول متن را بفهمم و بعد حرکتم به سمت ویران کردن ساختارهای اولیه به نفع ساختارهای ثانویه باشد».
چرم‌شیر دربارهٔ تفسیرِ شاهنامه معتقد است: «من دوست دارم این تفسیر به خود متن برگردد. برای همین است که می‌گویم ساختارهای اولیه را به‌نفع ساختارهای دوم می‌شکنم. سر هر بازخوانی هم که رفتم وقتی برایم مناسب بوده که ساختارهای اولیه یک همچنین وضعیتی داشته‌اند؛ یعنی بدون تفسیر، قابل رؤیت نبوده‌اند».
این نمایشنامه در سالن‌های مختلف تئاتر به روی صحنه رفته یا نمایشنامه‌خوانی شده‌است، و همچنین به زبان‌های دیگر ترجمه شده‌است.

## شخصیت‌ها
این نمایشنامه پنج شخصیت دارد:
- رستم
- تهمینه
- شهربانو
- زن جادو
- رخش

## داستان
تهمینه به همراه مادرش (شهربانو) و تعدادی از بانوان در دژ سمنگان پناه آورده‌اند تا هیچ دیداری با مردان نداشته باشند. خاله تهمینه (زن جادو) از این رسم و آیین ضدمردانه دل کنده و حالا پیش‌گویی می‌کند که پهلوانی می‌آید تا با عبور از دژ و پیوند با یکی از دختران این رسم را به هم بریزد، اما شهربانو درصدد برمی‌آید که پیش از وقوع این اتفاق با کشتن رستم مانع از تحقق آن شود. نقشه شهربانو هم با اقدام به‌موقع رخش نقش بر آب می‌شود؛ چون اسب شهربانو را می‌کشد و خود نیز به‌دست رستم فنا می‌شود. این جان فدا شدن رخش به‌جای رستم بار دراماتیک اثر را مضاعف می‌کند.
شهربانو، مادر تهمینه است. او زنی سرسخت و جسور است که بر سمنگان دژ فرمانروایی می‌کند. سمنگان دژ، قلعه‌ای است که تمامی افراد آن را زنان تشکیل می‌دهند. زنانی زره پوش و کلاه‌خود به سر که هیچ لطافت زنانگی ندارند و شمشیر و کمان به دست می‌گیرند. این زنان از تمامی مردان متنفر هستند و از آن‌ها دوری می‌کنند. عشق و ازدواج، در این قلعه، امری بیهوده و بی‌معنی تلقی می‌شود و مردانی که وارد آن شوند، به سرنوشت مبهم و شومی دچار می‌گردند.
زن جادو، خواهر شهربانو است. این زن، با کمک تاس‌هایش به پیش‌گویی زندگی آینده افراد می‌پردازد. نظرات و عقاید او و شهربانو با یک‌دیگر بسیار متفاوت است. بر خلاف شهربانو و سایر زنان سمنگان دژ، زن جادو، از پوشیدن زره و سایر لباس‌های خشن و مردانه، خودداری می‌کند. او سال‌ها پیش به‌دلیل امتناع از اجرای قوانین سمنگان دژ، به فردی مطرود تبدیل شد و از قلعه اخراج گردید. وی پس از طرد شدن از قلعه در بیرون از سمنگان دژ، سکونت گزید.

اصل ماجرای روایت عاشقانه‌ای از مرگ در ماه اردیبهشت، از جایی آغاز می‌شود که رستم در نتیجه نقشه‌های شوم شهربانو، به دام عشق تهمینه گرفتار می‌شود. این عشق و دلداگی، رستم و رخش را با دردسرهایی بسیار بزرگ مواجه می‌سازد. برشی از متن نمایشنامه در زیر آمده است:
رخش: ضجه و شیهه و فریاد غبار و بارش مهی از خاک بیرق هایی لرزان در آسمان سایه هایی در آمد و گریز شتک خون و خاک و بخار سری با خود پَر می زند در آسمان تیری می جهد از کمان زوزه تیر اسبی لیسه می کشد بر روده بیرون ریخته خویش برق آفتاب بر شمشیری که فرو می کوبد مردانی زره پوش و خود بر سر میان غبار و خاک تیغ می زنند شمشیرها بر آسمان اسبان در بخار و عرق کف می ریزد از دهان شان زمین مردابِ خون و عرق و مُردار رستم رستم کجاست؟ رستم: اسب اسب من کجاست؟ بخوانیدش بیاید اسب من مرا ببرد از مردابِ این خاک و این خون. تا بشوید دست های مرا از این خون با آب دهانش. و من پاک کنم -با یالش -این عرق این خون از چشم هایم. شمشیری بیاور برایم ای اسب. که این شمشیر نه می درد تنی را نه جدا می کند سری را اسب اسب من کجاست؟ رخش: خورشید در طشتی پر خون غبار می ریزد بر زمین بیرقی نیست در آسمان بوی زخم -بوی آتش بوی دود نه فریادی نه شیهه اسبی مُردار اسب و زره تیرهایی در سینه در چشم در کاسه سر کفتارها می رسند از راه رستم رستم کجاست؟ رستم: اسب اسب من کجاست؟ بخوانیدش بیاید اسب من که می خواهم پاک کنم جهان از دیر از جادو از بد سرشت که می شنوم هنوز صدای شمشیرهاشان که صیقل می خورد و بوی اسب هاشان که مهمیز می زنند . بیا ای اسب با تیری در کمان برای سینه های شان و شمشیری برای دریدن شکم های شان و گرزی برای کوفتن بر سرهای شان چه کار می کنی تو ای اسب؟

## جوایز
- برگزیده چهارمین دوره آثار برتر ادبیات نمایشی ایران[۷]: در چهارمین دوره آثار برتر ادبیات نمایشی ایران که در سالن شماره یک تماشاخانه ایرانشهر برگزار شد، علیرضا نادری برای نوشتن دو نمایشنامه این قصه را ایرانیان نبشته‌اند و سعادت لرزان مردمان تیره‌روز، حمید امجد به خاطر نوشتن نمایشنامه پاتوغ اسماعیل‌آقا و محمد چرمشیر برای نوشتن نمایشنامه‌ روایت عاشقانه‌ای از مرگ در ماه اردیبهشت‌ بدون اولویت به عنوان سه برگزیده بخش نمایشنامه‌های تألیفی انتخاب شدند.

## ترجمه
این نمایشنامه به زبان ارمنی ترجمه و در ارمنستان به روی صحنه رفته است.

## روایت عاشقانه و شاهنامه
آخرین پر سیمرغ دیگر اقتباسِ چرمشیر از شاهنامه است.